# Der Revolvermann
Der Revolvermann (englisch The Redhead and the Cowboy ‚Der Rotschopf und der Cowboy‘) ist ein US-amerikanischer Western unter Regie von Leslie Fenton mit Glenn Ford, Edmond O’Brien und Rhonda Fleming in den Hauptrollen. Der Film wurde von Paramount Pictures produziert und basiert auf einer Originalstory von Charles Marquis Warren. Die Premiere des Films fand am 15. März 1951 in Los Angeles statt. In der Bundesrepublik Deutschland kam er am 16. Juli 1964 in die Kinos, in Österreich am 21. August 1964.

## Handlung
Kurz vor dem Ende des Bürgerkrieges wird der Cowboy Gil Kyle von zwei Männern angegriffen, die Spione der Südstaaten, sogenannte Kupferköpfe (engl. Copperheads), suchen. Der politisch neutrale Gil kann entkommen und erreicht die Stadt Golden Trail. Im Saloon trifft er auf Candace Bronson, die mit ihm flirtet. Ihre Frage, wie viele Montage in einen Donnerstag passen, verwirrt ihn. Candace bemerkt Gils Verwirrung, entschuldigt sich und geht in einen Hinterraum. Dort wartet ein Fremder, dem sie die gleiche Frage stellt. Der Fremde antwortet mit Kaputter Sombrero 13, 26 und bricht mit einem Messer im Rücken zusammen. Gil, der Sheriff und ein Mann namens Jeffers betreten den Raum. Während der Sheriff Gil befragt, schleicht sich Candace davon. Gil, den der Sheriff des Mordes verdächtigt, greift sich Jeffers Pistole und flieht. Er reitet hinter Candace her, die er bald einholt. Sie verspricht ihm, für ihn auszusagen, sobald sie ihr Ziel erreicht hat. 
Gil bemerkt die Verfolgertruppe des Sheriffs, so dass er und Candace gezwungen sind, die ganze Nacht durchzureiten. Sie erreichen eine Ranch, in dessen Haus sie einen Hund finden, der bei der Leiche des Ranchers liegt. Candace findet an der Leiche einen Zettel, auf dem Tod allen Kupferköpfen steht. Gil vermutet, dass Candace eine Spionin der Südstaaten ist und küsst sie. Dann bemerkt er am Halsband des Hundes einen Anhänger mit dem Zeichen der Lazy Y Ranch. Überraschend erscheint Jeffers, der angibt, Rinder des Ranchers Carson kaufen zu wollen. Während der misstrauische Gil Jeffers befragt, schleicht sich Candace erneut davon. Jeffers behauptet nun, ein Kupferkopf zu sein und droht, Gil dem Sheriff auszuliefern, wenn er ihn nicht zu Candace bringt. Die Männer machen sich auf den Weg zur Lazy Y Ranch und können den Verfolgern ausweichen.
Auf der Ranch treffen Gil und Jeffers auf das Ehepaar Barrett, das angibt, nichts von Candace zu wissen. Die junge Tochter Mary gibt Gil eine indianische Puppe, eine weitere hat sie vor kurzer Zeit einer schönen Frau gegeben. Gil und Jeffers folgern, dass die Puppe ein Signal für Spione ist und machen sich, immer noch verfolgt, auf zur Handelsstation in der Nähe des Forts Jackson. Ein gutes Stück voraus muss Candace an einer verlassenen Hütte halten, da ihr Pferd lahmt. Sie wird von zwei Männern, Brock und Perry, die ihr gefolgt sind, in die Hütte gedrängt. Dort wollen sie von ihr, der Südstaatenspionin, wissen, wohin sie will. Für die Information wollen sie Candace freilassen. Gil und Jeffers tauchen auf und überwältigen die Männer, die Jeffers als Söldner erkennt. Er schickt Gil und Candace hinaus, um die beiden hinzurichten. Allerdings schießt er absichtlich daneben und fordert von den beiden, dass sie ihm heimlich folgen. 
In der Handelsstation zeigt Candace die Puppe vor und sagt die Losungsworte, die sie von dem Fremden erhalten hat. Candace, Gil und Jeffers werden zu Colonel Lamartine von den Südstaaten gebracht, der erklärt, dass die Worte mit einer Goldlieferung der Nordstaaten zu tun habe, die Lamartine mit seinen Männern an sich bringen will. Er entlarvt zudem Jeffers als Geheimdienst-Offizier der Nordstaaten, im Gegenzug nennt Jeffers Lamartine einen Abtrünnigen, der das Gold für sich selber wolle. Der Colonel weist die Anschuldigung zurück und befiehlt die Hinrichtung von Brock und Perry, die gefangen genommen wurden. Candace wird zu Lamartines Lager gebracht, während Gil und Jeffers in einen Raum gesperrt werden. Lamartine beauftragt seinen Untergebenen Munroe, die beiden hinzurichten, sobald er die Handelsstation verlässt.
Gil und Jeffers können aus dem Raum entkommen, werden aber von Munroe gestellt. Jeffers bittet Gil zu fliehen, nachdem er ihm die Route der Goldlieferung erklärt hat und deckt Gils Flucht, indem er auf Munroe schießt. Gil erreicht den Goldtreck unter Captain Andrews und unterrichtet diesen von Lamartines Plänen. Als Lamartine am nächsten Tag mit seinen Männern den Treck angreift, sind die Unionssoldaten vorbereitet und wehren den Angriff ab. Während des Kampfes sucht Gil nach Candace, die in Lamartines Planwagen sitzt. Candace und Lamartine versuchen, den Wagen unter Kontrolle zu bringen. Gil springt auf und kann den Colonel überwältigen. Nachdem die Angreifer besiegt sind, erlaubt Andrews, dass Gil und Candace zusammen gehen dürfen.

## Entstehung
Gedreht wurde der Film vom 25. April bis Ende Mai 1950 in Sedona in Arizona sowie in den Paramount-Studios in Hollywood. Henry Bumstead und Hal Pereira oblag die künstlerische Leitung. Sam Comer und Bertram C. Granger waren für das Szenenbild zuständig. Farciot Edouart schuf die Kameraeffekte. Das Orchester wurde von Sidney Cutner, Maurice De Packh, George Parrish und Leo Shuken geleitet.
Für den Film wurden Aufnahmen aus dem Paramount-Western Frisco-Express (1937) verwendet. In kleinen nicht im Abspann erwähnten Nebenrollen traten Eric Alden, Gertrude Astor, Iron Eyes Cody, Emory Parnell und Jeff York auf.

## Kritiken
Das Lexikon des internationalen Films sprach von „Solide[r] Westernunterhaltung.“ Bosley Crowther von der The New York Times beschrieb den Film als straff gezügelt. Man könne sagen, Regisseur Fenton habe aus einem leicht unkonventionellen Western eine geschickt aufgeführte und rasante Pferdeoper gemacht.